# Simeon ben Azzai
Simeon (Shimon, Simon) ben Azzai- o semplicemente Ben Azzai (ebraico: שמעון בן עזאי) (Israele, II secolo – ...) era un saggio ebreo Tanna della 3ª generazione (110 – 135 d.C.).
A volte si prefigge il titolo "Rabbi" al nome, ma nonostante la sua grande erudizione, tale titolo non gli appartiene, poiché rimase tutta la vita nei ranghi dei "talmidim" o "talmide hakamim" (allievi o discepoli dei saggi). Nell'ambito della scuola tannaitica, Ben Azzai e Ben Zoma furono considerati i più grandi rappresentanti di questa classe, nella gerarchia del sapere.
Ben Azzai è specialmente noto come esempio eminente di "allievo degno della hora'ah", del diritto di giudizio indipendente in questioni di legge religiosa. Ben Azzai rimase in stretto contatto con i capi della scuola di Yavne. Tramandò, "dalla bocca di settantadue anziani" che erano presenti all'occasione, una decisione halakica, che fu accettata a Yavne il giorno che Eleazar ben Azariah fu eletto presidente al posto di Gamaliel II; lo stesso giorno, enunciò un'altra risoluzione, dichiarando che i libri di Qohelet e Shir ha-Shirim erano sacri quanto il resto delle Sacre Scritture, per cui la raccolta degli scritti biblici, o canone, fu ufficialmente chiusa.

## Relazioni con Akiba
Tra gli insegnanti di Ben Azzai figurava Joshua ben Hananiah, le opinioni del quale egli spiegava, confermava, o difendeva contro Rabbi Akiva. Akiva stesso non fu veramente un insegnante di Ben Azzai, sebbene quest'ultimo occasionalmente lo reputasse tale e una volta si rammaricasse del fatto che non era purtroppo un allievo di Akiva. Espresse lo stesso rammarico in merito a Ishmael ben Elisha.  Nelle sue opinioni halakiche ed esegesi bibliche, come anche in altri detti, Ben Azzai segue Akiva e, a giudicare dal tono col quale parla di Akiva nei discorsi tramandati, gli Amoraim conclusero che le sue relazioni col grande rabbino fossero quelle di allievo e collega.

## Compassione e devozione allo studio
La caratteristica più importante di Ben Azzai fu la straordinaria assiduità con la quale perseguiva gli studi. In seguito, si disse di lui: "Alla morte di Ben Azzai, l'ultimo uomo industrioso si spense". Una tradizione successiva, che parla degli studi zelanti di Ben Azzai e Akiba (con riferimento ai Salmi 114:8), afferma che nella loro facoltà percettiva, entrambi erano duri come la roccia ma, poiché si erano tanto esercitati nei loro studi, Dio aveva loro aperto l'ingresso della Torah, in modo che Ben Azzai potesse spiegare anche quelle cose della Halakhah che persino le scuole di Shammai e Hillel non avevano capito. Il suo amore per lo studio indusse Ben Azzai a non sposarsi, sebbene egli predicasse contro il celibato e essendogli anche promessa in sposa la figlia di Akiva, che aspettò per anni di sposarlo, quanto aveva aspettato sua madre per sposare Akiva. Quando Eleazar ben Azariah gli rimproverava questa contraddizione tra la vita e insegnamenti, lui rispose: "Cosa devo fare? Il mio spirito si aggrappa con amore alla Torah; lasciamo quindi agli altri di contribuire alla preservazione del nostro popolo".
Un'altra caratteristica di Ben Azzai era la sua grande pietà. Si diceva infatti: "Colui che ha visto Ben Azzai nei suoi sogni, è lui stesso sulla via della pietà". Grazie a questa pietà, Simeon poteva, senza danni per la sua anima, dedicarsi alle speculazioni teosofiche, entrando, come fecero Ben Zoma, Elisha ben Abuyah e Akiva, nel giardino ("Pardes") della dottrina esoterica. La tradizione narra: "Egli vide i misteri del giardino e morì; Dio gli concesse la morte dei Suoi santi". Con riferimento a questo versetto, Ben Azzai stesso aveva insegnato che Dio mostra al pio, vicino all'ora della morte, i frutti che gli spettano. Altri suoi detti relativi all'ora della morte sono stati tramandati. Secondo una tradizione non del tutto affidabile, Ben Azzai fu tra le prime vittime delle persecuzioni dell'imperatore Adriano: il suo nome si trova quindi su una lista dei "Dieci Martiri".

## Reputazione
La fama postuma di Ben Azzai fu straordinaria. Il rinomato amora della Terra di Israele, Rav Johanan, e il grande amora di Babilonia, Abba Arika, dissero, per sottolineare la loro autorità come insegnanti della Legge: "Qui sto con Ben Azzai". Il nome di Simeon Ben Azzai viene citato nello stesso senso dal famoso amora babilonese Abaye. e da Abba ben Joseph bar Ḥama (noto come "Rava"). Una leggenda aggadica di Israele narra quanto segue:

## Il Principio più grande
Col nome di Ben Azzai, la letteratura tradizionale ha conservato molte frasi, fondate o meno nella Bibbia. Due di queste sono state incluse nei Capitoli dei Padri ("Pirkei Avot"). Secondo un detto di Ben Azzai, all'inizio del terzo capitolo di Derek Ereẓ Rabbah, questo breve libro — che originalmente cominciava con quel capitolo — è chiamato "Pereḳ Ben Azzai".
In una frase che ricorda un pensiero fondamentale di rabbi Akiva, Ben Azzai dà i tratti caratteristici di una sorta di visione deterministica del mondo: "Con il tuo nome essi ti chiameranno, nel luogo in cui tu appartieni ti vedranno, ciò che è tuo essi ti daranno; nessun uomo tocca ciò che è destinato al suo prossimo, e nessun governo viola anche nella misura di un capello il tempo assegnato ad un altro governo.". Seguendo Hillel, Akiva aveva dichiarato il comandamento "Ama il tuo prossimo come te stesso" (Levitico 19:18) come il più grande e fondamentale comandamento della dottrina ebraica; Ben Azzai, con riferimento a questo, disse che un principio ancora più grande si trovava nel versetto della Scrittura: "Questo è il libro della genealogia di Adamo. Quando Dio creò l'uomo, lo fece a somiglianza di Dio." (Genesi 5:1) Il comandamento di amare Dio con tutta l'anima (Deuteronomio 6:5), Ben Azzai lo spiegava nello stesso modo di Akiva: "Amalo, anche fino all'ultimo respiro dell'anima!" Molte delle frasi aggadiche di Ben Azzai, essendo state collegate a quelle di Akiva, sono introdotte dalle parole: "Io non voglio opporre l'interpretazione del mio maestro, ma aggiungerò solo alle sue parole".
Le osservazioni di Ben Azzai sui sacrifici sono ovviamente dirette contro lo gnosticismo. Contro la dottrina degli gnostici, che la parte della Legge contenente le norme del sacrificio poteva solo aver avuto origine da un Dio secondario, il demiurgo, che è semplicemente giusto, e non benefico, Ben Azzai sosteneva che, in relazione alle leggi sacrificali, non uno dei vari nomi di Dio nell'ebraismo vengono usati, ma proprio e solo il Suo nome distintivo, il Tetragramma, in cui soprattutto la bontà di Dio è enfatizzata, in modo che i "minim" (miscredenti) non possano avere l'opportunità di dimostrare le proprie opinioni per mezzo della Bibbia. Anche l'interpretazione simbolica che Ben Azzai fa della prima parola di Lamentazioni (איכה) è polemica e probabilmente diretta contro il cristianesimo paolino. Simeon sostiene che nel valore numerico delle quattro lettere di questa parola viene indicato che gli Israeliti non andarono in esilio fin quando non ebbero a negare il Dio Unico (א), i dieci comandamenti (י), la legge della circoncisione data alla ventesima generazione dopo Adamo (כ), e i cinque (ה) libri della Torah.